# One Worldwide Plaza
One Worldwide Plaza – wieżowiec położony na Manhattanie w Nowym Jorku w Stanach Zjednoczonych. Jego wysokość wynosi 237 metrów, a budynek ma 49 pięter. Powierzchnia całkowita wszystkich pomieszczeń wynosi 139 355 m². Zaprojektowany został przez Davida Childsa z firmy Skidmore, Owings and Merrill w stylu postmodernistycznym. Budowę rozpoczęto 12 listopada 1986, a ukończono w czerwcu 1989. 20 maja 1988 na konstrukcji postawiono wiechę.